# 贺水县
贺水县，中国古县名。
唐朝武德四年（621年）析马平县置，治所在今广西壮族自治区上林县北周安圩。属柳州，后改属南方州、澄州。北宋开宝五年（972年），废入上林县。 